# Esa chica
Esa chica es una canción del grupo español La Oreja de Van Gogh, incluida en su séptimo álbum de estudio El planeta imaginario.

## Acerca de la canción
La canción habla de una chica que, pese a tener éxito y fama, se siente sola y vacía. Una temática explorada anteriormente por el grupo en anteriores canciones como «Pop» (El viaje de Copperpot) o «Sola» (A las cinco en el Astoria).
Los arreglos de guitarra acompañados por una sección de cuerda presente durante toda la canción hacen de ésta un medio tiempo caracterizado por la dulzura de la interpretación de la cantante, Leire Martínez, que complementa la balada.
“Esa chica”, en palabras del propio grupo: 

"Cualquier noche, después de un concierto en algún rincón del mundo, llega un momento en el que nos despedimos de las miles de personas que han cantado con nosotros. Es precisamente cuando cruzamos el umbral de la puerta del hotel, cuando ya nadie mira, que colgamos la capa mágica de la fama y el éxito y La oreja de Van Gogh volvemos a ser tan solo Leire, Pablo, Haritz, Álvaro y Xabi. Demasiadas veces hemos visto a quien, seducido por las luces de los flashes, ha olvidado quién es en realidad y se ha dejado el maquillaje puesto para siempre. Decidimos escribir la historia de “Esa chica” como una advertencia para todos, nosotros cinco los primeros: que nunca dejemos de reconocer a la persona que nos mira en el espejo."

## Desempeño comercial
La canción fue nominado en la web "Spanish Charts" en agosto de 2018, como candidata a "Mejor canción", gracias a los votos de los fans.

## Videoclip
Esta canción, al igual que las demás canciones de El planeta imaginario que no fueron sencillos, cuenta con un video de audio simple que muestra la portada del álbum en movimiento, el nombre de la canción y la tablatura de guitarra. Fue publicado el 4 de noviembre del 2016 en el canal de YouTube de la banda.
Dicha canción se publicó como sencillo el 8 de junio de 2018, junto con un videoclip que cuenta con la colaboración especial de Pro Ecuador a través de su Oficina Comercial en España quien ha visto en La Oreja de Van Gogh un perfecto embajador del “Sombrero de Paja Toquilla”, uno de los iconos del país latinoamericano. A través de un plano en el videoclip, el grupo ha querido dar visibilidad a este símbolo de la cultura e identidad ecuatoriana presente en los mercados internacionales.